# TRUE LOVE (藤井フミヤの曲)
「TRUE LOVE」（トゥルー・ラヴ）は、藤井フミヤの2枚目のシングル。1993年11月10日発売。発売元はポニーキャニオン。

## 概要
前年1992年のNHK『第43回NHK紅白歌合戦』をもってチェッカーズを解散後、本格ソロ活動第1弾として発売されたシングル。ただし、グループ在籍時の1988年、チェッカーズ内でのソロ活動の一環として本名（チェッカーズ時代の名義）の藤井郁弥名義でシングル「Mother's Touch」を発売しているため、藤井フミヤ名義で初、公式のソロデビュー・シングルとして扱われることが多い。
チェッカーズ時代から作詞は手掛けていたが、本曲では初めて作曲も行なっている。フジテレビ系月9ドラマ『あすなろ白書』の主題歌に使用され、発売前から話題となりオリコンシングルチャートで初登場1位を獲得した。「Mother's Touch」は週間チャート最高2位のためソロで初、チェッカーズ時代を含めると「WANDERER」以来、約6年3か月振りの1位となった。3週目には100万枚突破、その後も売れ続け、最終的に200万枚を超える大ヒット曲となる。オリコン集計では、自身唯一のミリオンセラー・シングルかつ最大のヒット曲でもある。
本曲で1993年大晦日の『第44回NHK紅白歌合戦』に、ソロ歌手として初出場を果たす（なおチェッカーズ時代も含めると、紅白へは10年連続10回目となる）。同番組には『あすなろ白書』主演・石田ひかりが紅組司会、筒井道隆が審査員として出演しており、間奏中に2人の姿も映され、歌唱後、石田から藤井に花束が贈られる演出があった。
恋愛ドラマの主題歌に起用されたことで、世間一般的にラブソングと認識されている節がある。たびたび結婚式での披露依頼を受けて「結婚式で何度歌ったか判らない」と日本テレビ系列『夢2007 おいしい音楽屋台』内で語っている。1995年にはフジテレビ系列『ハンマープライス』内に於いて「結婚披露宴で藤井フミヤが『TRUE LOVE』を歌ってくれる権」を巡りオークションが白熱。この時は女性とイベント会社社長の2人の接戦となったが、オークショニアの杉本清が「もう譲ってあげられてはいかがですか」と諭したこともあり、結婚式を挙げる女性が落札、番組開始以来初の100万円超えを記録（後日、落札者の許に出向き本作を弾き語りした）。
3枚目のシングル「女神（エロス）」には本作のacoustic versionが収録されている。
2012年9月10日、テレビ東京『ハレバレとんねるず 略してテレとん』にゲスト出演の際に、木梨憲武の台本にない振りによるサプライズ演出から、本作を歌った。
2012年12月31日、日本テレビ系列『ダウンタウンのガキの使いやあらへんで!!』大晦日年越しSP『絶対に笑ってはいけない熱血教師24時』エンディングで、本人による替え歌が披露された。
本曲のミュージックビデオで着用しているストライプ柄のスーツは、1992年12月に行われたチェッカーズの解散コンサートの際に着用した黒一色のスーツに、自ら白い塗料でペインティングを施したものである（「藤井フミヤ デビュー40周年スペシャル Music Video Collection」（2023年9月21日〈初回放送〉、WOWOWライブ）にて発言）。
フミヤ自身26年ぶり6回目の出場と成った2023年末『第74回NHK紅白歌合戦』では、同曲を紅白において30年振りに歌唱。その後、本人が猿岩石へ作詞提供した『白い雲のように』を、第74回紅白・白組司会者の有吉弘行とデュオで披露した。

## 収録曲
全曲 作詞：藤井フミヤ、編曲：佐橋佳幸
1. TRUE LOVE
作曲：藤井フミヤ
シングル表題曲では数少ない単独作曲。1番はほぼアコースティック・ギターのみで演奏。
1998年に教育芸術社が発行する高等学校の音楽教科書に掲載された[1]。
2. 永遠に死ぬまで
作曲：NAO
読み方は「とわにしぬまで」。歌詞は「永遠に死ぬまで」のみで間奏を挟み計12回繰り返される。

## 楽曲の収録アルバム
- エンジェル (#1)
- STANDARD (#1)
- シングルス (#1)
- Re Take (#1)

## カヴァー
- 2004年 三浦和人（コンピレーションアルバム『Re Cover』に収録）
- 2009年 中村あゆみ（アルバム『VOICEII』に収録）
- 2010年 和紗（シングル「Stand Up For Love」に収録）
- 2012年 BENI（英語詞、アルバム『COVERS』に収録）
- 2012年 ジャネット・ケイ（英語詞）
- 2012年 沼倉愛美・浅倉杏美（アルバム『THE IDOLM@STER STATION!!! Nouvelle Vague』に収録）
- 2013年 Ms.OOJA（アルバム『MAN -Love Song Covers 2-』に収録）
- 2017年 藤あや子（アルバム『GENTLEMAN〜私の中の男たち〜』に収録）
- 2017年 大柴康介（前野智昭）、勢多川正広（増田俊樹）、支倉麻也（立花慎之介）、大柴健介（松岡禎丞）（テレビアニメ『ひとりじめマイヒーロー』エンディングテーマ曲）
- 2021年 諏訪部順一（アルバム『COVER〜LOVE〜』に収録）